# Astylosternus occidentalis
Astylosternus occidentalis là một loài ếch trong họ Astylosternidae.
Nó được tìm thấy ở Bờ Biển Ngà, Guinea, Sierra Leone, và có thể cả Liberia.
Môi trường sống tự nhiên của nó là các khu rừng đất thấp ẩm nhiệt đới hoặc cận nhiệt đới và sông.
Nó bị đe dọa do mất môi trường sống.